# Campeonato do Mundo de Hóquei em Patins Masculino de 1962
O Campeonato Europeu de 1962 foi a 15.ª edição do Campeonato do Mundo de Hóquei em Patins .

## Resultados
|      | Equipe    | Pts | J | V | E | D | GM | GS | DG  |
| ---- | --------- | --- | - | - | - | - | -- | -- | --- |
| 1.º  | Portugal  | 16  | 9 | 7 | 2 | 0 | 60 | 9  | 51  |
| 2.º  | Itália    | 15  | 9 | 6 | 3 | 0 | 28 | 15 | 13  |
| 3.º  | Espanha   | 15  | 9 | 7 | 1 | 1 | 33 | 8  | 25  |
| 4.º  | Suíça     | 10  | 9 | 4 | 2 | 3 | 30 | 34 | -4  |
| 5.º  | Argentina | 10  | 9 | 5 | 0 | 4 | 21 | 27 | -6  |
| 6.º  | Uruguai   | 7   | 9 | 3 | 1 | 5 | 16 | 30 | -14 |
| 7.º  | Holanda   | 6   | 9 | 2 | 2 | 5 | 21 | 30 | -9  |
| 8.º  | Chile     | 5   | 9 | 2 | 1 | 6 | 25 | 30 | -5  |
| 9.º  | Brasil    | 3   | 9 | 1 | 1 | 7 | 21 | 49 | -28 |
| 10.º | Alemanha  | 3   | 9 | 1 | 1 | 7 | 15 | 38 | -23 |

|           | Brasil | Chile | Argentina | Itália | Uruguai | Portugal | Suíça | Países Baixos | Espanha | Alemanha |
| --------- | ------ | ----- | --------- | ------ | ------- | -------- | ----- | ------------- | ------- | -------- |
| Brasil    |        |       |           |        |         |          |       |               |         |          |
| Chile     | 4-1    |       |           |        |         |          |       |               |         |          |
| Argentina | 8-3    | 3-2   |           |        |         |          |       |               |         |          |
| Itália    | 6-3    | 4-1   | 3-0       |        |         |          |       |               |         |          |
| Uruguai   | 1-0    | 3-2   | 0-4       | 2-4    |         |          |       |               |         |          |
| Portugal  | 11-2   | 10-2  | 9-1       | 2-2    | 10-1    |          |       |               |         |          |
| Suíça     | 4-4    | 1-8   | 5-1       | 3-3    | 4-3     | 0-5      |       |               |         |          |
| Holanda   | 4-2    | 3-3   | 1-2       | 1-2    | 1-1     | 1-7      | 3-7   |               |         |          |
| Espanha   | 7-0    | 2-1   | 4-0       | 1-2    | 2-1     | 0-0      | 5-2   | 5-2           |         |          |
| Alemanha  | 4-6    | 3-2   | 0-2       | 2-2    | 3-4     | 0-6      | 2-4   | 1-5           | 0-7     |          |